# Enzymatische Analyse
Der Begriff enzymatische Analyse betrifft zwei unterschiedliche Verfahren in der analytischen Chemie:
- Quantifizierung von Substanzen (Substraten) mit Enzymen
- Ermittlung der Enzymaktivitäten

## Prinzip
Enzymatische Reaktionen folgen dem allgemeinen Schema:
{\displaystyle \mathrm {Substrat+Coenzym\ {\xrightarrow {Enzym}}\ Produkt+Coenzym'} }
Hierbei hat das Enzym die Funktion eines Katalysators, der die Umsetzung des zu bestimmenden Substrats mit einem Coenzym beschleunigt. Die Enzyme haben hierbei unterschiedliche Spezifitäten, die nur auf eine Substanz wirksam sind und gruppenspezifische (z. B. nur für Oligosaccharide) oder stereospezifische (Umsetzung nur einer stereoisomerer Form).

Absorptionskurven von NADH und NAD^{+}

Das Coenzym hingegen ist häufig identisch. Häufig auftretende Coenzympaare sind NADH/NAD+ oder NADPH/NADP+. Die reduzierte Form (NADH oder NADPH) zeigt gegenüber der oxidierten (NAD+/NADP+) ein zusätzliches Absorptionsmaximum bei 340 nm, was sich photometrisch auswerten lässt. Weil die umgesetzte Menge Coenzym zum Substrant äquivalent ist, kann so eine indirekte Bestimmung erfolgen.
Wenn kein geeignetes Farbstoff-bildendes Substrat zur Verfügung steht, kann der enzymatische Nachweis auch an die Reaktionen weiterer Enzyme gekoppelt werden, die eine Farbänderung (beispielsweise über NAD+) erzeugen. Dieses Prinzip bezeichnet man nach Otto Warburg als zusammengesetzten enzymatischen Nachweis.

## Durchführung
Es wird in der Regel Blindwert und Analysenprobe nach 5 bis 10 Minuten Einwirkzeit des Enzyms vermessen und die Extinktionsdifferenz berechnet, die als Maß für den Verbrauch an Coenzym her hält. Einige Bioanalytik-Dienstleister bieten UV-Testsätze mit fertigen Reagenzien an.

## Anwendungsgebiete
Da die enzymatischen Substratbestimmungen sehr spezifisch und empfindlich (Messung im ppm-Bereich möglich) sind, kommt die Enzymatik in der Lebensmittelanalytik verstärkt zum Einsatz. Sie verbindet die Anforderung von Referenzmethoden, Schnellmethoden und Routinemethoden.
Von besonderer Bedeutung bei der Substratbestimmung ist die Analytik der Kohlenhydrate (insbesondere Glucose, Fructose, Mannose, Saccharose), Organischer Säuren (insbesondere Äpfelsäure, Citronensäure), Alkohole und Stickstoffverbindungen. Auch in der medizinischen Enzymdiagnosik hat die enzymatische Analyse ihren Platz.
Die Ermittlung der Enzymaktivität zur Prüfung auf das Vorhandensein von Enzymen kann beginnenden Verderb anzeigen und somit ein Indikator für den Frischezustand sein.